# Gronovioideae
Die Gronovioideae sind eine Unterfamilie aus der Familie der Blumennesselgewächse (Loasaceae). 

## Beschreibung
Die oberen Blätter sind stets wechselständig, nur die Primärblätter gegenständig. Sie sind mit stechenden Trichomen besetzt, gelegentlich finden sich Nesselhaare. Die Blütenstände sind endständig thyrsenähnlich mit einem endständigen Dichasium und ein oder zwei zusätzlichen Parakladien. Jede der aufrechten, fünfzähligen Blüten hat zwei fadenförmige Vorblätter. Die Kelchblätter sind dauernd und vergrößern sich während der Reifezeit, die Kronblätter sind unverwachsen, spatelförmig, nicht genagelt, dünn häutig und eben mit einer vom Ansatz ausgehenden Mittelrippe. Das Androeceum besteht aus nur einem Kreis, Staminodien fehlen. Die Staubfäden sind fadenförmig, die Staubbeutel öffnen sich zur Blütenmitte hin.
Der Fruchtknoten ist unterständig und trägt eine hängende Samenanlage. Die Frucht ist eine im Querschnitt fünfeckige Achäne mit geflügelten Rippen, ihr fehlen Vor- und Tragblätter. Die Außenhaut der Samen ist weiß bis beige.

## Verbreitung
Die Unterfamilie ist neotropisch, ihr Verbreitungsgebiet reicht vom Nordwesten Perus (Gronovia) bis in den Südwesten der USA sowie nach Hispaniola.

## Systematik
Die Unterfamilie enthält drei Gattungen mit vier Arten:
- Gronovia L.
  - Gronovia scandens L.
  - Gronovia longiflora Rose
- Fuertesia Urb.
  - Fuertesia dominguensis Urb.
- Cevallia Lag.
  - Cevallia sinuata Lag.

## Nachweise
- Maximilian Weigend: Loasaceae. In: Klaus Kubitzki (Hrsg.): The Families and Genera of Vascular Plants. Volume 6: Flowering Plants, Dicotyledons: Celastrales, Oxalidales, Rosales, Cornales, Ericales. Springer, Berlin / Heidelberg / New York 2004, ISBN 3-540-06512-1, S. 252 (englisch, eingeschränkte Vorschau in der Google-Buchsuche).